# Yusuf al-Qaradawi
  Yusuf al-Qaradawi  (àrab: يُوسُف القرضاوي)  (Saft Turab, 9 de setembre de 1926 - Doha, 26 de setembre de 2022) fou un ulema egipci.
Considerat una de les persones més influents del món islàmic, fou un dels líders intel·lectuals dels Germans Musulmans. Treballava també com a presentador en la cadena de televisió via satèl·lit Al Jazeera en el programa «La Xaria i la vida», amb una audiència de diverses desenes de milions d'espectadors. Fou fundador de la Unió Mundial d'Ulemes Musulmans i cofundador el 1997 de la web IslamOnline.net, de la qual fou la principal autoritat religiosa.

## Biografia

### Primers anys (1926-1944)
Yusuf al-Qaradawi va néixer el 9 de setembre de 1926 en Safat Turab, un petit poble del delta del Nil, en una família pobra i devota musulmana de camperols, tres anys després de la formació del regne d'Egipte sota influència de l'imperi britànic. Quan tenia dos anys va quedar orfe de pare i a càrrec del seu oncle patern. Als nou anys, havia memoritzat l'Alcorà sencer, als 14 oficiava ocasionalment com a imam i als 20 va començar a fer classes de fiqh al seu poble.

### Anys d'estudiant a Al-Azhar i activisme amb els Germans Musulmans (1944-1953)
Després de nou anys de formació a Tantā, Qardawi va ingressar a la Universitat Al-Azhar del Caire, llavors sota una ocupació militar britànica cada vegada més impopular, per cursar estudis de teologia islàmica (usul al-din). Admirador de Hassan al-Banna des de l'adolescència, entre 1942 i 1943 es va adherir als Germans Musulmans, de tendència islamista i anticolonial, i el 1949 va ser empresonat en l'onada de detencions desencadenada per l'assassinat del primer ministre Al-Nuqrashi a mans d'un membre de l'organització, en un context de ràpid creixement i activisme anticolonial de la germandat i de tensió relacionada amb la guerra àrab-israeliana de 1948, en la qual van participar combatents de l'organització i Egipte va ser derrotat. A la seva sortida de presó, el brillant alumne que era Qardawi va obtenir en els exàmens, malgrat el període d'absència, els segons millors resultats de tot Egipte.

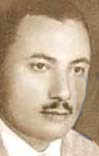
Al-Qaradawi en una imatge de joventut

A la universitat, va cofundar el sindicat d'estudiants de la seva facultat, que va arribar a dirigir, va participar en vagues i protestes contra el domini britànic d'Egipte, i va defensar reformes modernistes com la introducció de l'idioma anglès en el currículum i l'admissió d'alumnes de sexe femení. Es pagava els estudis universitaris treballant com a khatib d'una mesquita propera al seu poble, i aconseguí una popularitat extraordinària.

### Activitats durant el període deGamal Abdel Nasser
Després de la revolució del Moviment d'Oficials Lliures el 1952, el seu ascens dins de la germandat musulmana es va reflectir en el seu enviament com a representant en un viatge per l'Alt Egipte, Síria, Jordània i Gaza. No obstant això, un any després de llicenciar-se el 1953 va ser empresonat de nou en prohibir-se de manera definitiva la germandat musulmana, per la qual cosa Qaradawi va abandonar la seva implicació en l'organització, llavors clandestina, en sortir de presó el 1956. Així i tot, el 1959 se li va prohibir predicar en públic. Especialitzat en exegesi alcorànica i hadits, Al-Qaradawi va treballar per poc temps en el ministeri de Fundacions Religioses i en el departament de cultura d'Al-Azhar, període en el qual va publicar la seva obra més influent durant dècades (El halal i el haram en l'islam), fins que el 1962 la universitat el va enviar a Qatar, on va establir un departament d'Estudis Islàmics en el Col·legi de Formació de Professorat.

### Qatar (1962-actualitat)
A Doha, Al-Qaradawi va ser instructor del fill de l'emir, Jalifa bin Hamad Al Thani, qui més endavant, durant el seu propi emirat (1972-1995), li va oferir un lloc permanent i un passaport de Qatar. Així, tot i no perdre mai contacte amb el seu país natal, Al-Qaradawi va acabar residint en l'emirat del golf Pèrsic durant la major part de la seva vida i criant allà als seus fills (abans que aquests es mudessin a Europa i Estats Units d'Amèrica per estudiar). Qaradawi va exercir un paper crucial en la formació del sistema d'educació religiosa del país, i la seva posició li va permetre organitzar a Doha trobades entre erudits i activistes musulmans amb major llibertat de la qual tenia a Egipte.
Des de Qatar i a partir de la successió de Nasser per Ànwar el-Sadat el 1970, Al-Qaradawi va començar a viatjar amb regularitat a Egipte i a països de tot el món àrab, Europa, Estats Units, Canadà, Austràlia i diferents països asiàtics inclòs Japó, realitzant conferències i entrevistes. El 1973 es va doctorar en Al-Azhar amb una tesi sobre «El paper del zakat en la resolució dels problemes socials». Un any més tard va declinar la proposició d'assumir el lideratge dels Germans Musulmans, encara que sí va acceptar actuar com a conseller de diferents bancs islàmics des de l'aparició d'aquests a inicis de la dècada, així com associar-se al patronat de la Universitat Islàmica Internacional d'Islamabad (Pakistan, fundada el 1980) o la Unió d'Organitzacions Islàmiques de França (1983), i el Centre d'Estudis Islàmics d'Oxford (1985). És membre també de l'Acadèmia de Fiqh Islàmic de Jiddah (Aràbia Saudita).
El 1977, el departament d'Estudis Islàmics dirigit per Al-Qaradawi va ser traslladat a la Facultat de Xaria i Educació de la Universitat de Catar, i Al-Qaradawi en va ocupar el càrrec de degà fins al 1990. El 1980 va fundar el Centre d'Estudis de la Tradició i la Biografia del Profeta (CETBP), el personal del qual llançaria el 1997 el portal d'internet IslamOnline. Acabat el seu deganat, Qaradawi va passar un any a Algèria entre 1990 i 1991 com a president del Consell Acadèmic de la Universitat Islàmica i Institucions Superiors, i després va tornar a Qatar per seguir regint el CETBP fins a l'actualitat. En 2002 i 2004 se li va tornar a oferir la direcció màxima dels Germans Musulmans després de morir Mustafà Mashhur i Mamun al-Hudaybi.

#### Revoltes àrabs de 2011
Yusuf al-Qaradawi va exercir un destacat paper en la direcció ideològica de les revoltes àrabs de 2011, amb opinions que han portat als seus crítics a designar-lo com «el muftí de l'OTAN» per les seves crides a intervenir amb força militar contra el govern de Síria.
A mitjans de febrer de 2011, una setmana després del derrocament del president d'Egipte, Hosni Mubàrak, en la Revolució egípcia, Qaradawi va fer la seva primera aparició pública al seu país natal des de 1981 en dirigir la pregària col·lectiva del divendres, dia 17, a la Plaça de l'Alliberament del Caire, davant una multitud de dos milions de persones, afirmant en el seu sermó que «la revolució no havia acabat», cridant a l'alliberament dels presos polítics, lloant els coptes per protegir els musulmans que pregaven i reclamant a les autoritats militars la restitució del poder als responsables civils.
En la setmana següent, va declarar el seu suport a la incipient revolta en l'est de Líbia, fins al punt d'emetre una fàtua per ordenar l'assassinat del president libi, Moammar al-Gaddafi i cridar als ambaixadors de Líbia a dissociar-se del govern libi.
El març del mateix any, Qaradawi va expressar el seu suport als revolucionaris de Síria i, amb la recrudescència de la guerra civil, va arribar a cridar a assassinar «tots quants col·laboressin amb el poder: militars, civils, ulemes…», convocant «tot musulmà que hagi rebut instrucció militar i sigui capaç de lluitar» a ajudar els rebels sirians.

## Influència i popularitat
Yusuf al-Qaradawi gaudeix d'una «increïble influència com a veu clamorosa de crítica contra Occident i Israel», deguda en bona part a la seva condemna de la injustícia social i a les seves opinions en relació amb el conflicte israelià-palestí. La seva consideració dels atacs suïcides com a forma legítima d'autodefensa i tàctica de guerra li ha causat problemes a Europa occidental, tot i ser una opinió estesa a l'Orient Mitjà.